# 미타니촌 (이시카와현 에누마군)
미타니촌(三谷村)은 이시카와현 에누마군에 설치되었던 촌이다.

## 지리
- 현재의 가가시 북서부에 해당하며 호쿠리쿠 본선 다이쇼지 역의 바로 남쪽에서 미쓰강을 따라 계곡에 펼쳐진 마을이다. 남서쪽은 후쿠이현과 경계를 이룬다.

## 역사
- 1889년 4월 1일 - 정촌제 시행에 의해 5개 촌의 구역을 가지고 성립하였다.
- 1958년 1월 1일 - 이부리하시정, 다이쇼지정. 하시타테정. 가타야마즈정. 야마시로정, 난고촌, 미타니촌, 시오야촌과 합병해 가가시가 성립하였다.